# Argema
Argema — рід метеликів родини сатурнієвих (Saturniidae). Характерною рисою представників роду є довгі хвостоподібні відростки на задніх крилах.

## Поширення
Рід поширений у лісах тропічної Африки та на Мадагаскарі. 

## Види
- Argema besanti (Rebel, 1895)
- Argema fournieri (Darge, 1971)
- Argema kuhnei Pinhey, 1969
- Argema mimosae (Boisduval, 1847)
- Argema mittrei (Guerin-Meneville, 1846)